# Società Sportiva Jesi 1982-1983
Questa voce raccoglie le informazioni riguardanti la Società Sportiva Jesi nelle competizioni ufficiali della stagione 1982-1983.

## Rosa
| N. |                   | Ruolo | Calciatore         |
| -- | ----------------- | ----- | ------------------ |
|    | Italia (bandiera) | C     | Maurizio Ballarini |
|    | Italia (bandiera) | P     | Luciano Barboni    |
|    | Italia (bandiera) | C     | Dario Bellomo      |
|    | Italia (bandiera) | C     | Augusto Bonacci    |
|    | Italia (bandiera) | D     | Luciano Briga      |
|    | Italia (bandiera) | A     | Giorgio Buffone    |
|    | Italia (bandiera) | D     | Claudio Cantani    |
|    | Italia (bandiera) | P     | Adriano Casiraghi  |
|    | Italia (bandiera) | D     | Claudio Ceppi      |
|    | Italia (bandiera) | C     | Ugo Coltorti       |
|    | Italia (bandiera) | C     | Antonio David      |
|    | Italia (bandiera) | C     | Giuseppe Giuffrida |

| N. |                   | Ruolo | Calciatore        |
| -- | ----------------- | ----- | ----------------- |
|    | Italia (bandiera) | A     | Michele Mancini   |
|    | Italia (bandiera) | C     | Denis Mendoza     |
|    | Italia (bandiera) | A     | Ricardo Paciocco  |
|    | Italia (bandiera) | D     | Piero Petrini     |
|    | Italia (bandiera) | C     | Alvaro Retini     |
|    | Italia (bandiera) | D     | Mauro Rosati      |
|    | Italia (bandiera) | A     | Franco Stortini   |
|    | Italia (bandiera) | C     | Danilo Tacchi     |
|    | Italia (bandiera) | C     | Mario Tamellin    |
|    | Italia (bandiera) | D     | Giancarlo Torresi |
|    | Italia (bandiera) | A     | Mauro Trillini    |